# Praga V3S
| Motor | Motor                                                                               |
| --- | ----------------------------------------------------------------------------------- |
| Typ | 6-Zylinder-Viertakt-Dieselmotor T912, Reihenanordnung in Längsrichtung, luftgekühlt |
| Hubraum | 7.412 cm3                                                                           |
| Bohrung/Hub | 110/130 mm                                                                          |
| Höchstleistung | 72 kW (98 PS) bei 2.100/min                                                         |
| max. Drehmoment | 353 Nm bei 1.400/min                                                                |
| Kraftstofftank | 120 l                                                                               |
| Kraftübertragung |                                                                                     |
| Zweischeiben-Trockenkupplung mit mechanischer Abschaltung, hydraulisch betätigt, mechanisches 4-Gang-Getriebe ohne Synchronisation, alle Räder angetrieben                                                        |                                                                                     |
| Fahrgestell |                                                                                     |
| Leiterrahmen aus rechteckigen Stahlprofilen, starre Portalachsen, Reifen 8.25-20, Vorderachse mit mechanischer Schneckenlenkung und Lenkhilfe, Hinterachsen mit gemeinsamer Blattfeder ausgeführt (Bogie-Achsen). |                                                                                     |
| Bremsen |                                                                                     |
| pneumatische Zweikreis-Betriebsbremsanlage (lastabhängig) mit Trommelbremsen, Feststellbremse mit Sperrklinke auf die Hinterräder wirkend, Motorbremse                                                            |                                                                                     |
| Aufbau |                                                                                     |
| Kurzhauberbauweise, feststehendes Führerhaus, 3 Sitze, 2 Türen, geteilte Frontscheibe, Scheibenwischer auf Fahrer- und Beifahrerseite, Frontfenster hochklappbar                                                  |                                                                                     |
| Abmessungen, Gewichte und Fahrleistungen (Pritschenwagen) |                                                                                     |
| Länge / Breite / Höhe | 6.355 / 2.240 / 2.350 mm                                                            |
| Radstand | 3.580 + 1.120 mm                                                                    |
| Bereifung | 8.25–20, vorn Einfach- hinten Zwillingsbereifung                                    |
| Spurweite v/h | 1.870/1.755 mm                                                                      |
| Bodenfreiheit | 400 mm                                                                              |
| Leergewicht | 5.780 kg                                                                            |
| Nutzlast | 4.650 kg                                                                            |
| Anhängelast | 5.000 kg                                                                            |
| Höchstgeschwindigkeit | 60 km/h                                                                             |
| Verbrauch | ca. 30 l pro 100 km                                                                 |

Der Praga V3S ist ein dreiachsiger geländegängiger Lkw, der von 1953 bis 1990 in der Tschechoslowakei bei unterschiedlichen Herstellern produziert wurde. Er kann als leichtere Variante des Tatra 111 bezeichnet werden und wurde in der Konstruktion aus diesem abgeleitet. In der langen Zeit seiner Fertigung entstanden ungefähr 130.000 Exemplare.

## Entstehungsgeschichte und Einsatzgebiet
Von 1953 bis 1969 wurde dieses Fahrzeug bei Praga gefertigt, und es sollen während dieser Zeit ca. 71.000 Exemplare hergestellt worden sein. Ab 1960 erfolgte dann die Lkw-Produktion bei AVIA, Praga konzentrierte sich fortan auf die Fertigung von Motoren und Getrieben. Ab 1987 bis 1990 wurde der Praga V3S bei BAZ in Bratislava hergestellt.
Der große Erfolg des Fahrzeuges beruht auf seiner Geländegängigkeit, seiner Wendigkeit, seiner robusten Konstruktion und dem geringen Gewicht. Hergestellt wurde es in fast jeder Ausführung und eingesetzt überall dort, wo andere Fahrzeuge nicht fahren konnten. Der Wagen war wegen seiner Bodenfreiheit geländegängiger als etwa ein W50 mit Allradantrieb. Die seitliche Hangneigung soll bei ihm 40° betragen haben. Er schaffte es z. B., durch einen Meter tiefes Wasser ohne Folgen zu fahren. 40 cm hohe Hindernisse konnten von ihm problemlos überwunden werden. Was im Gelände aber ein Vorteil war, stellte sich hingegen auf der Straße als Nachteil dar; so konnte der Wagen maximal 60 km/h schnell fahren. Während der langen Fertigung wurden allerdings nur wenige Verbesserungen an der Technik und Bedienung durchgeführt. Insgesamt haben die Fahrzeuge mit den Spitznamen ventra, vejtřaska, vejda oder vetřiska aber einen volkstümlichen Bezug erhalten.
In zahlreichen Ländern wurde der Praga V3S exportiert und dort erfolgreich eingesetzt. In die DDR sollen ungefähr 200 Fahrzeuge gelangt sein und waren bevorzugt als Hinterkipper, als Werkstattwagen und Fäkalienwagen eingesetzt.

## Technik
Der Motor ist ein luftgekühlter Reihensechszylinder-Dieselmotor mit seitlicher Nockenwelle. der von dem des Tatra 111 abgeleitet wurde. Er hat 7412 cm³ Hubraum und leistet 70 kW bei 2100 min−1. Später wurde ein Motor mit einem Hubraum von 8100 cm³ eingebaut. Das Fahrzeug erreicht eine maximale Geschwindigkeit von 60 km/h. Der Verbrauch liegt bei 32 Liter pro 100 km im Sommer und im Winter bei 37 Liter. Das Fahrzeug ist mit einem 120 Liter fassenden Tank ausgestattet. Dabei sind alle Antriebs- und Hilfsaggregate genügend weit oben angeordnet, sodass die angegebene Wattiefe von 80 cm problemlos erreicht wird. Die Motorkühlung wurde als Luftkühlung belassen, was unbestritten einer Forderung des Militärs entsprach. Das Getriebe hat 4 Vorwärtsgänge, 1 Kriechgang und 2 Rückwärtsgänge. Es hat keine Synchronisation, sodass das Fahrzeug eines der letzten ist, das noch mit Zwischengas geschaltet werden muss. Das Fahrgestell wurde als Leiterrahmen ausgeführt, die starren Portalachsen sind mit Blattfedern gefedert und am Rahmen geführt.
Die Hinterkipper hatten eine Ganzstahlmulde mit einem Fassungsvermögen von 2,6 m3 und einer Nutzlast von 4.650 kg. Die Werkstattwagen wurden bevorzugt zur Reparatur von Tagebaumaschinen und -fahrzeugen eingesetzt, die zur Reparatur nicht mehr zeit- und kostenintensiv in eine Werkstatt befördert werden mussten. Ein frontseitig angebrachter Kran diente zum Heben von Lasten bis 1.000 kg. Die Fäkalienwagen hatten einen Tank mit einem Fassungsvermögen von 3,5 m3. Zum Füllen und Entleeren gab es eine Pumpe, die entweder einen Über- oder einen Unterdruck erzeugte. Der gesamte Behälter konnte in 3,5 Minuten bei einer Saughöhe von 2 Metern befüllt werden, dass Entleeren unter Druck dauerte 2 Minuten.

Praga V3S – zivile Varianten
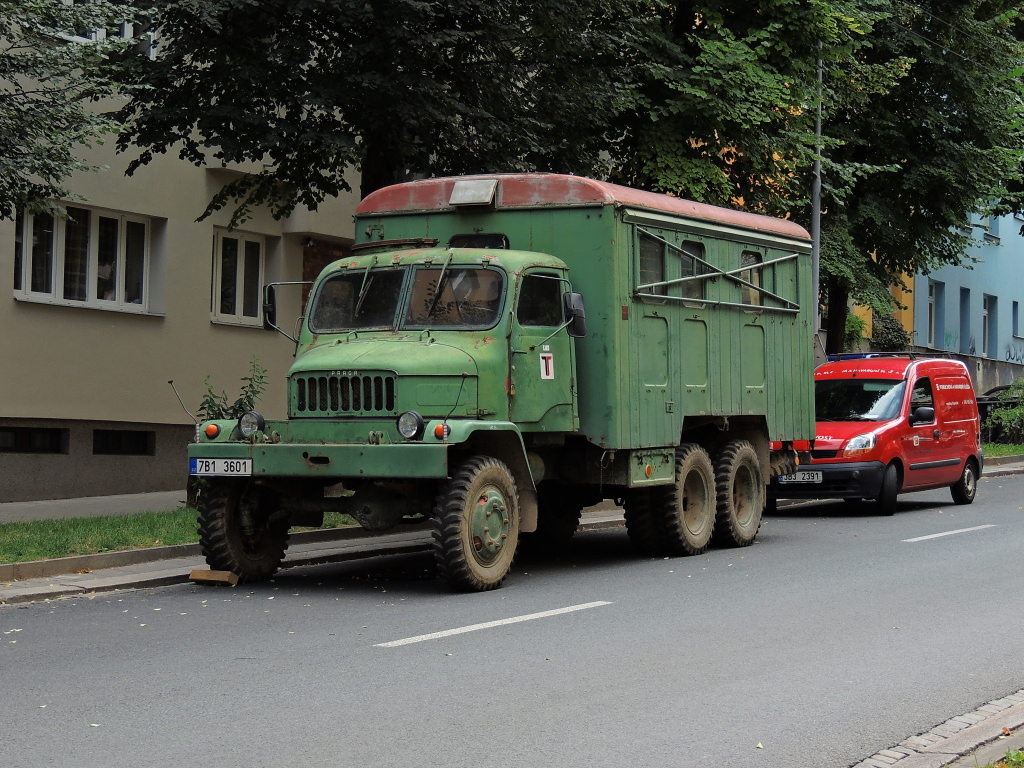
Praga V3S als Werkstattwagen
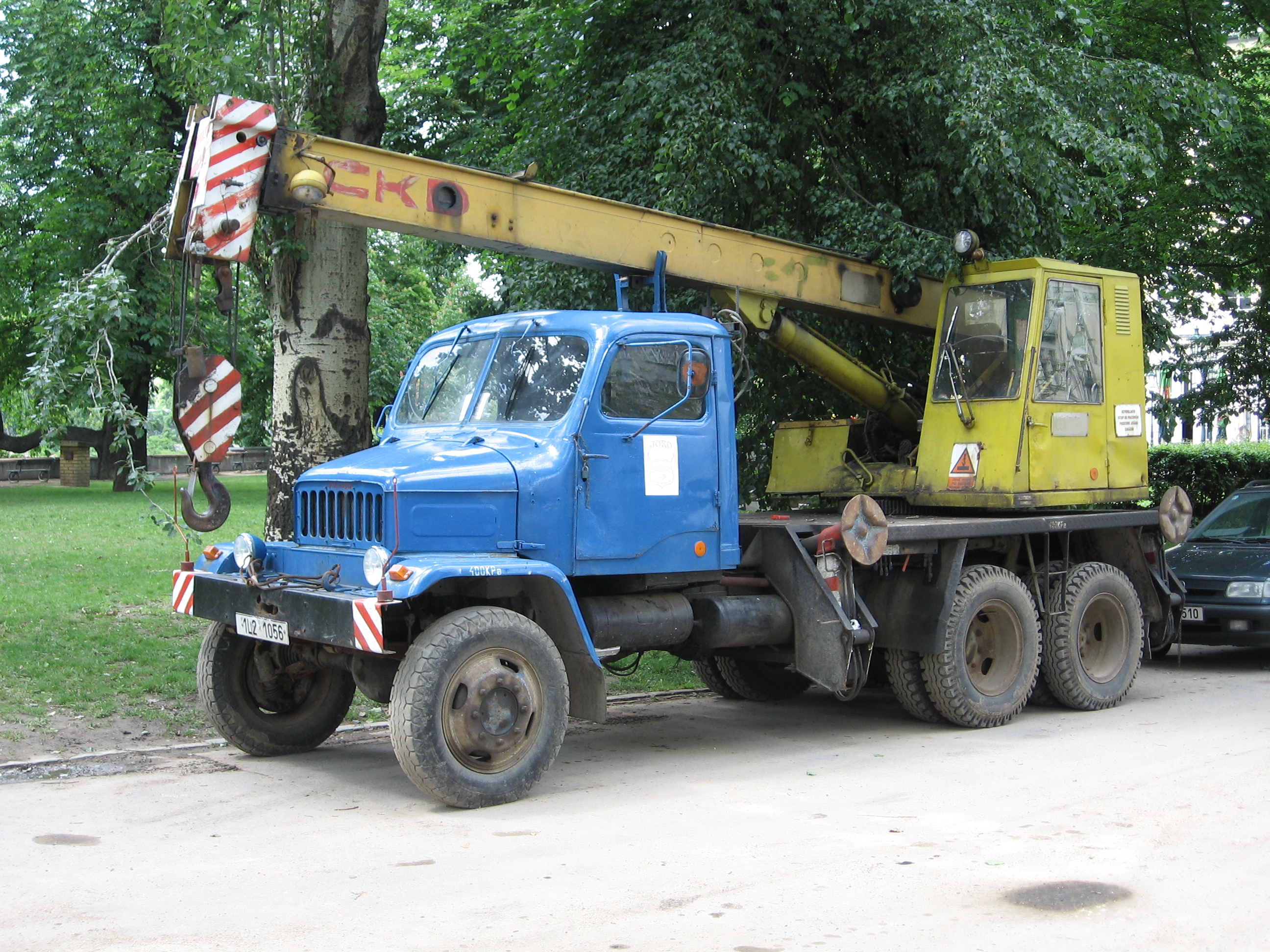
Praga V3S als Kranwagen
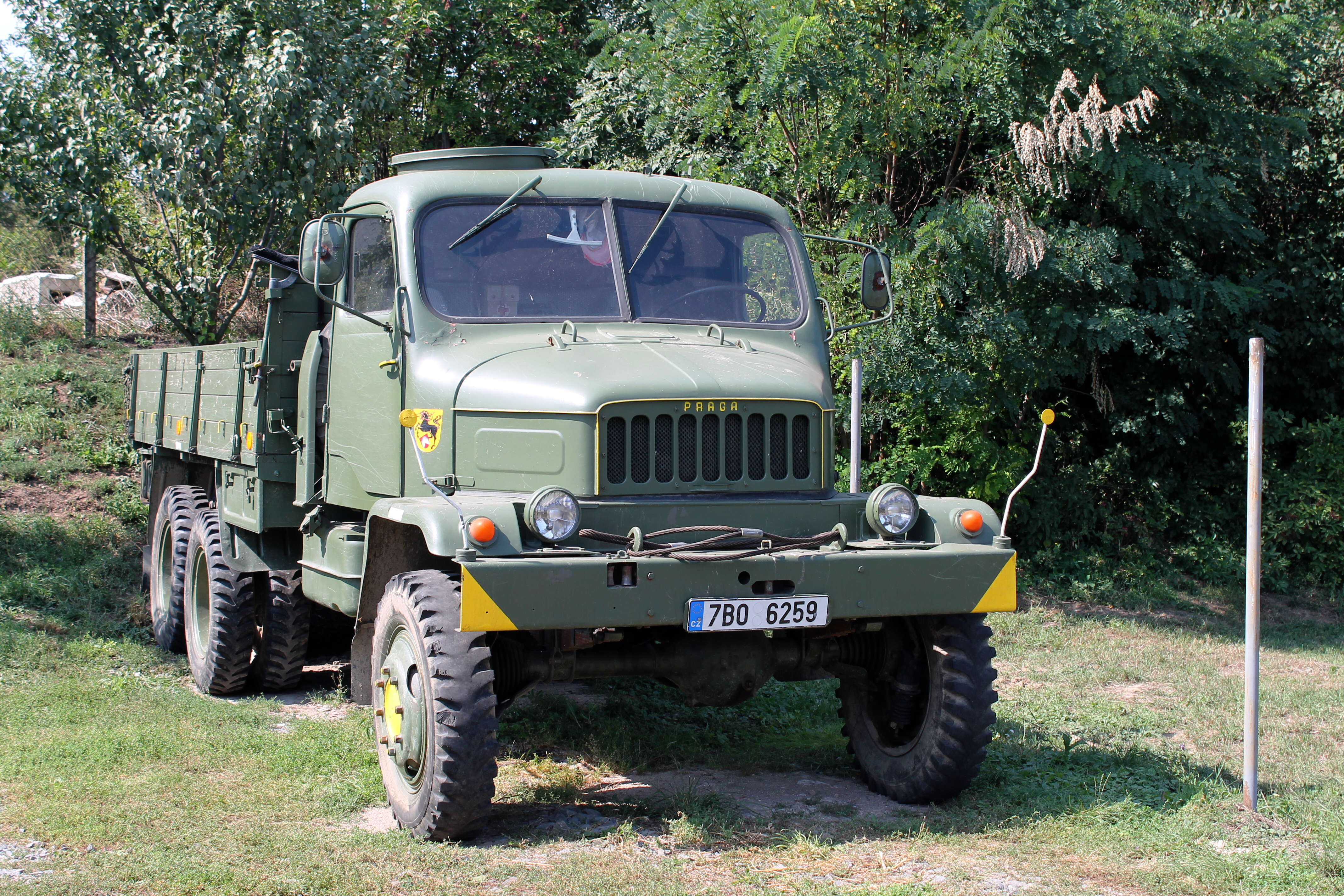
Praga V3S als Pritschenwagen
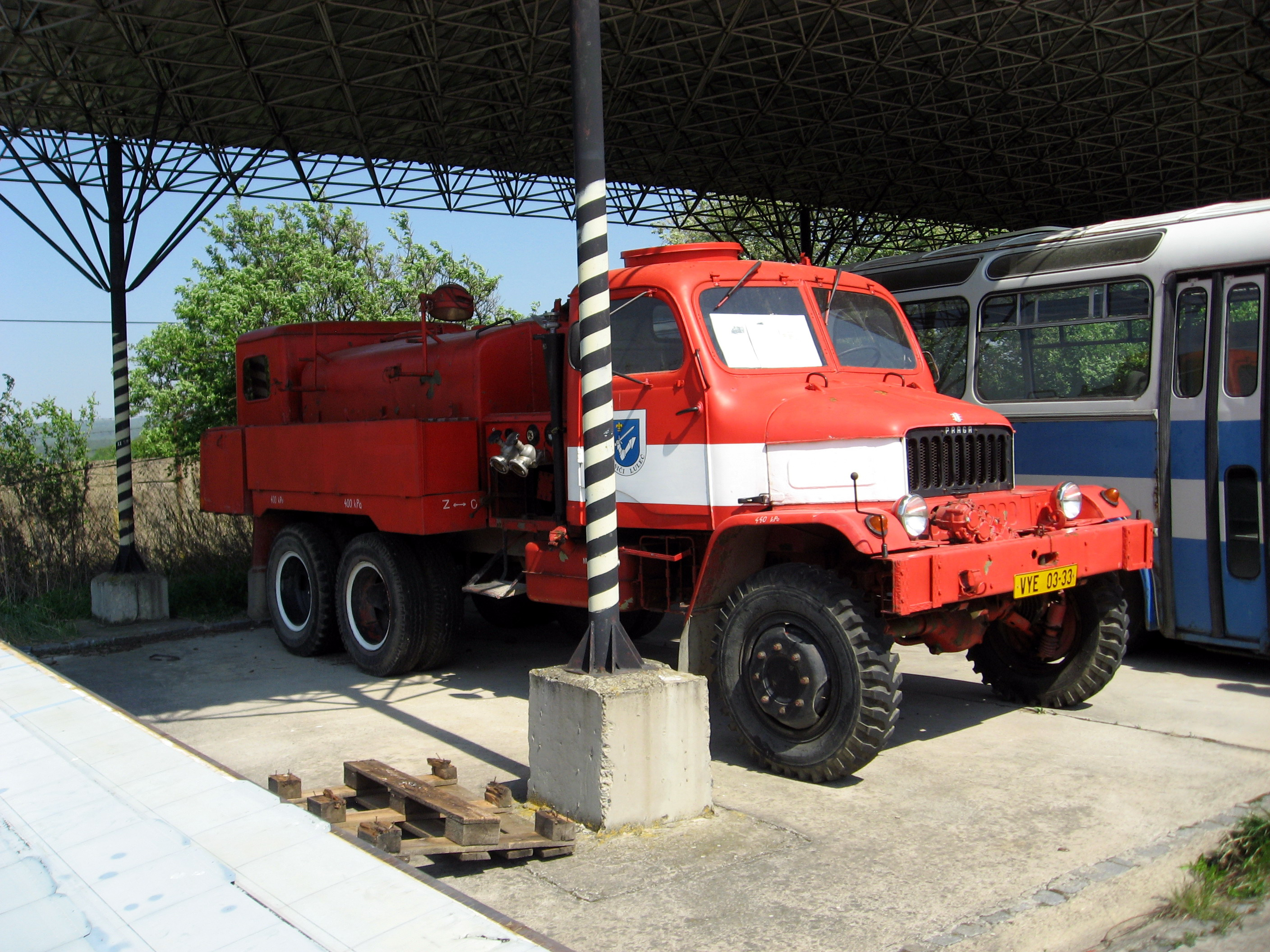
Praga V3S als Sprengwagen
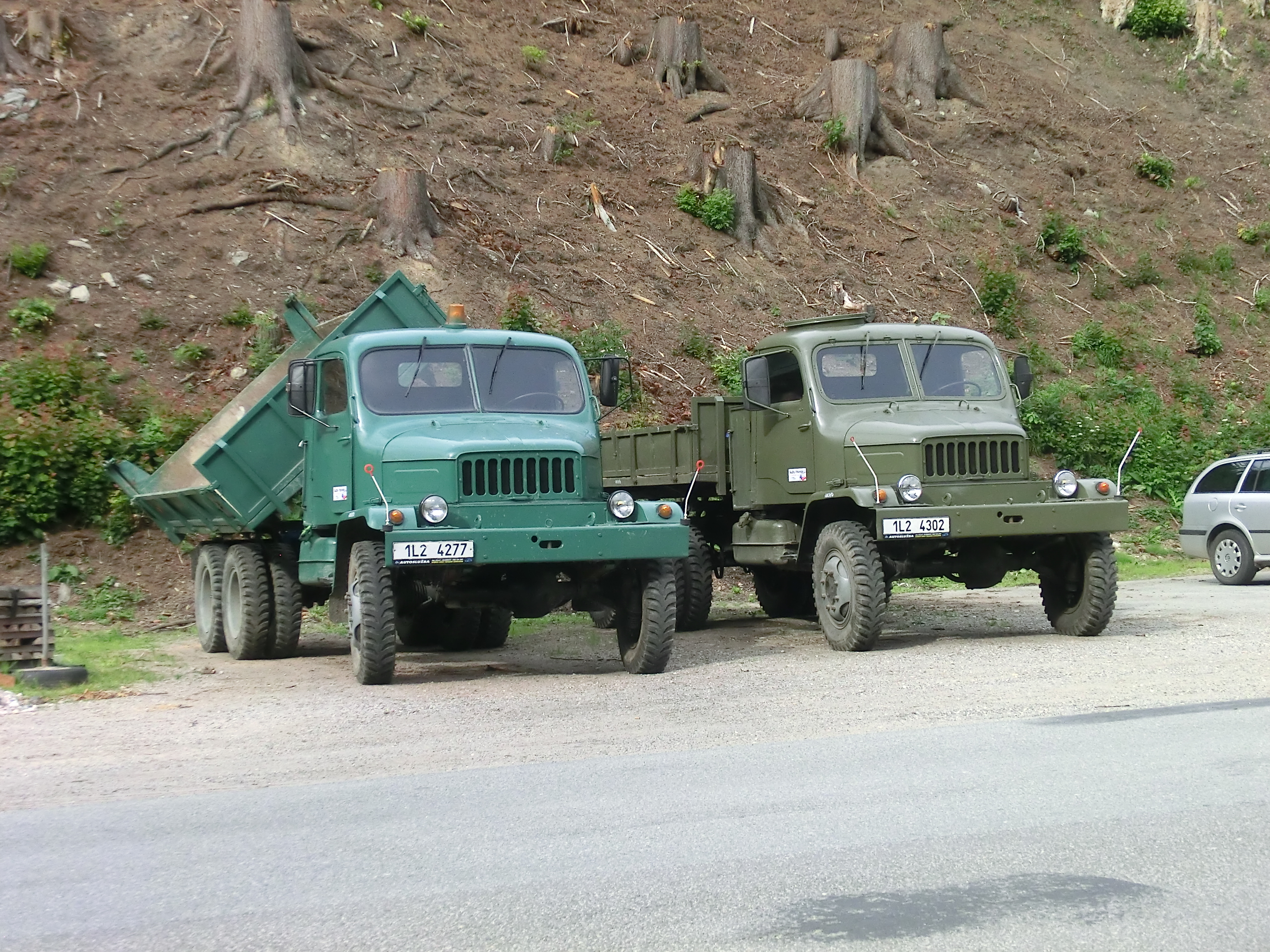
Praga V3S als Dreiseitenkipper
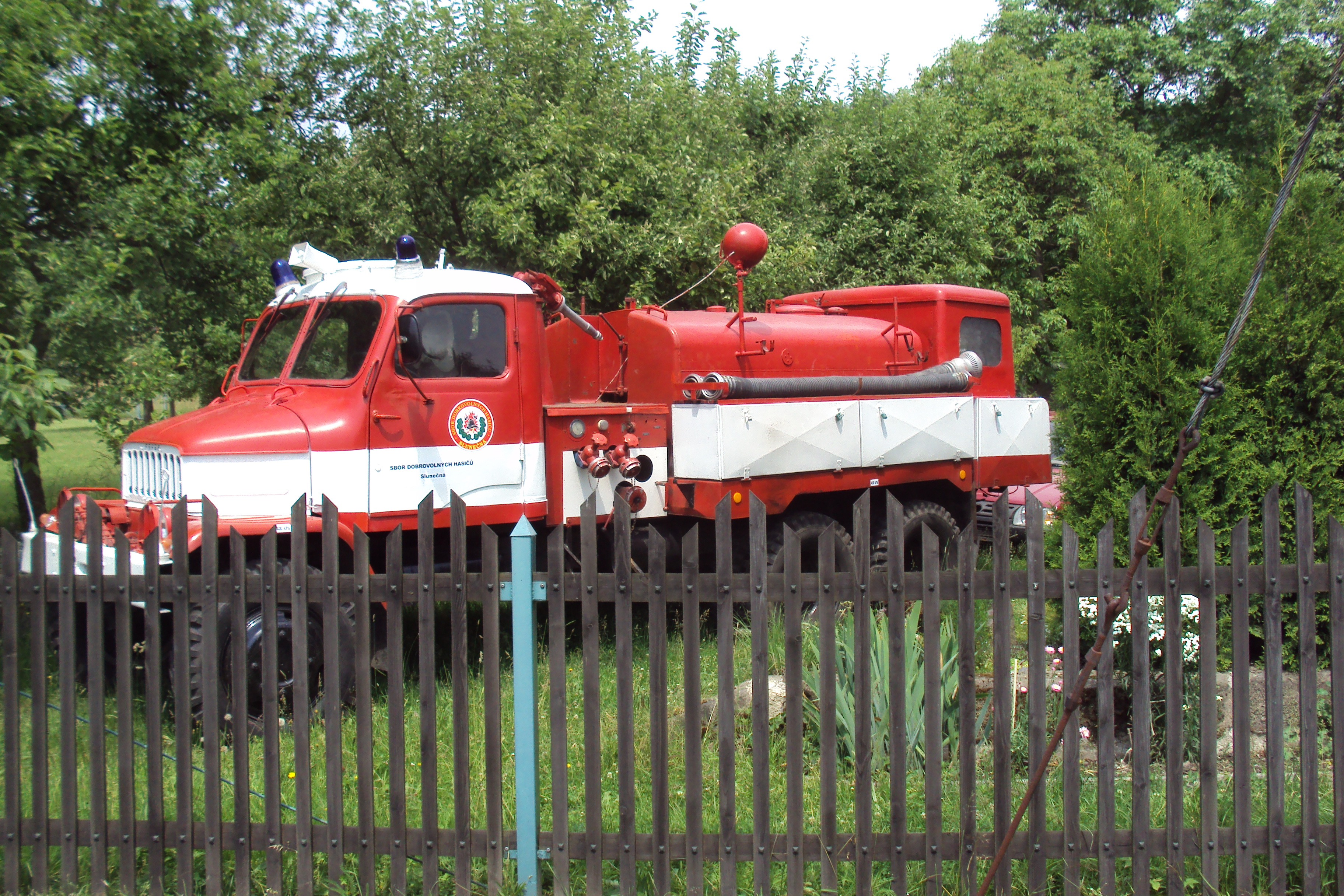
Praga V3S als Feuerlöschwagen
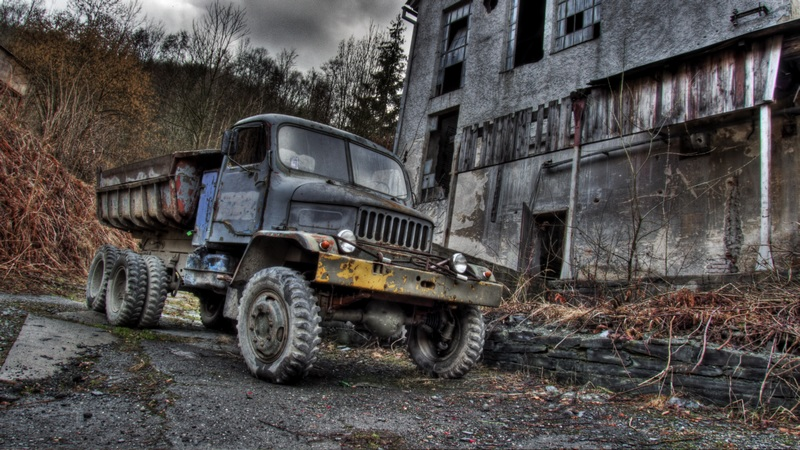
Praga V3S als originaler Hinterkipper

## Praga V3S als Militärfahrzeug
Der Praga V3S wurde bei der Sowjetarmee als Militärfahrzeug genutzt. Dazu sind eine Vielzahl von Varianten oder Aufbauarten bekannt.

Praga V3S – militärische Varianten
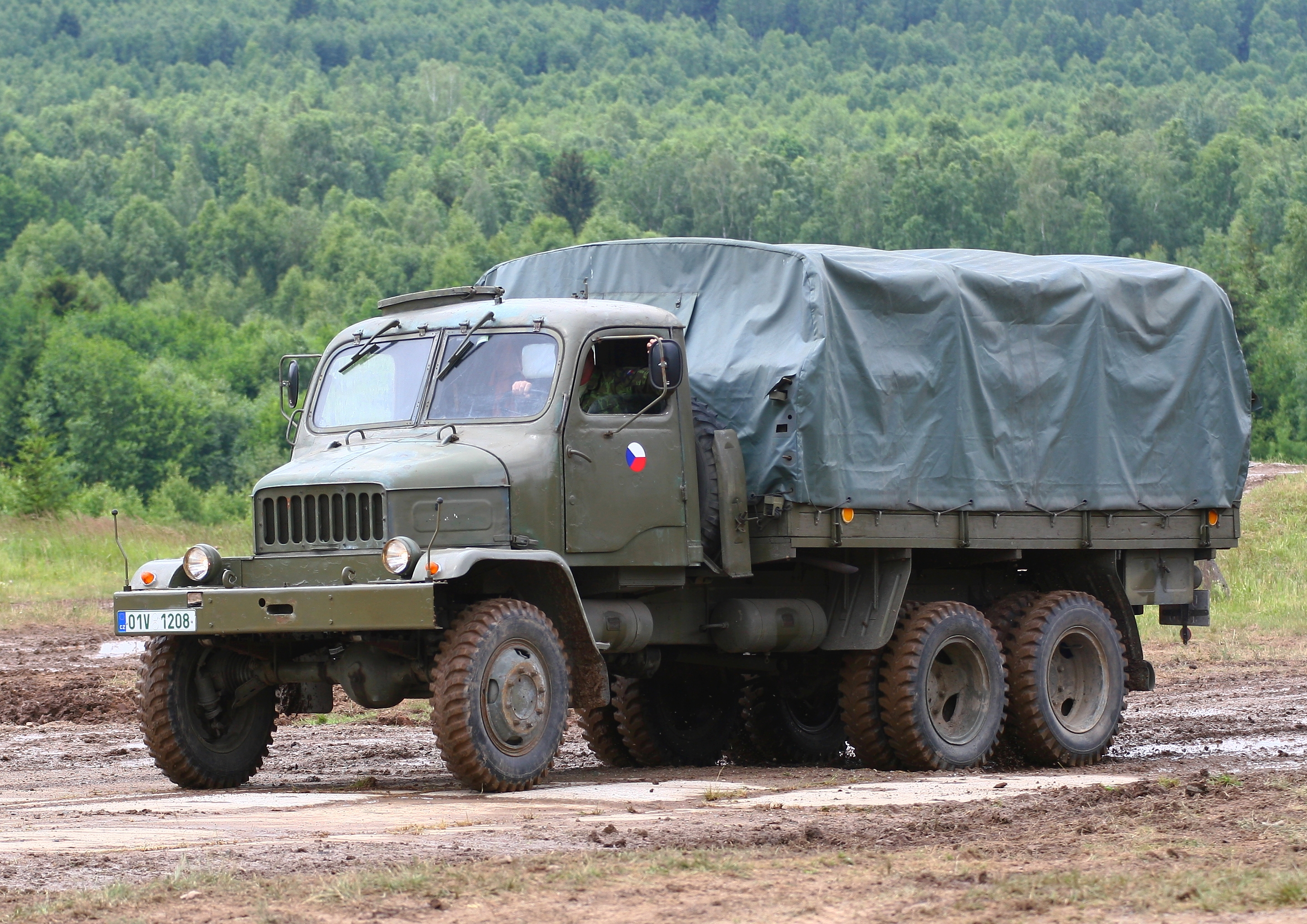
Praga V3S der Tschechoslowakischen Volksarmee.
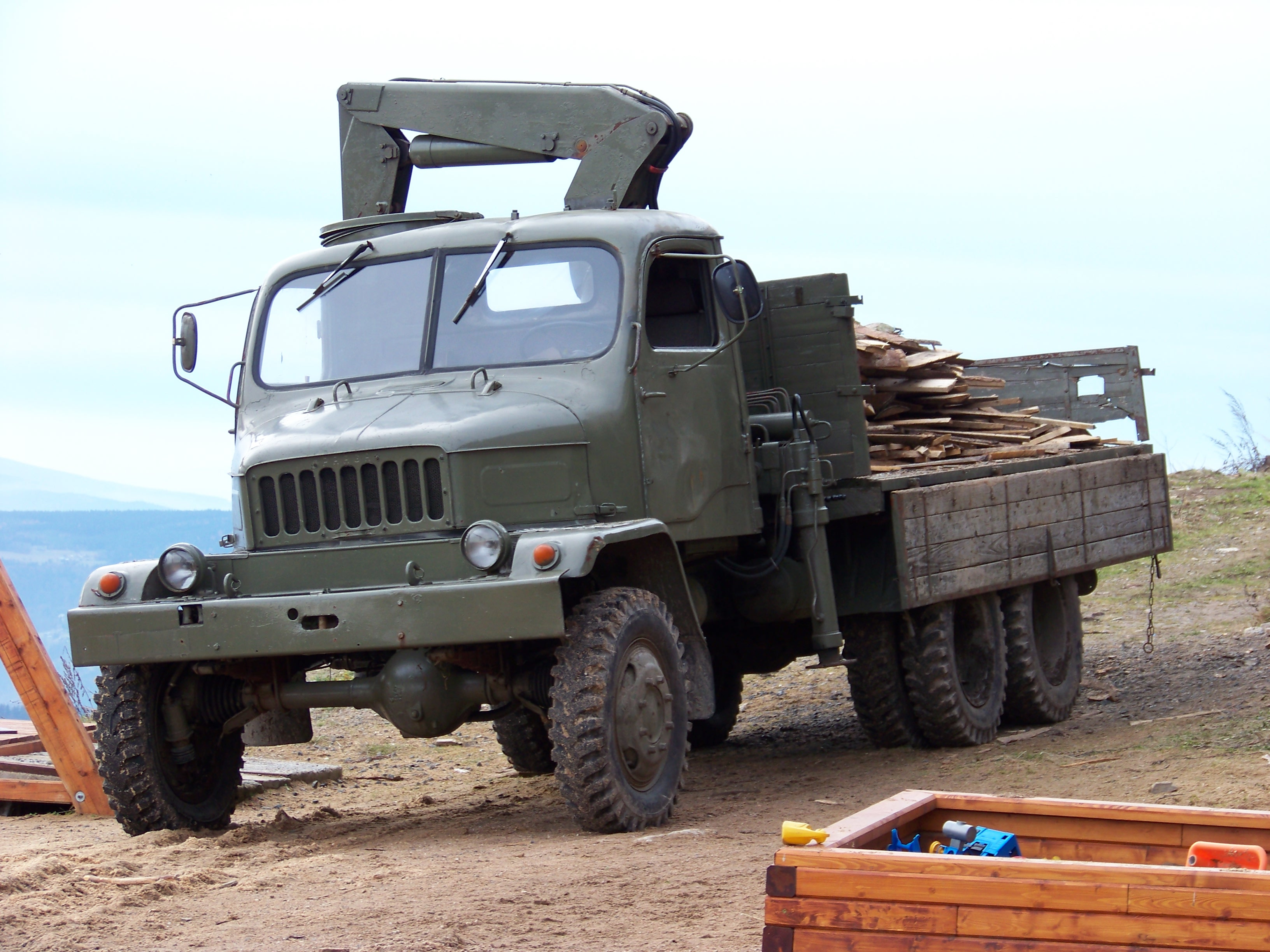
Praga V3S als Logistikfahrzzeug mit Kranaufbau.
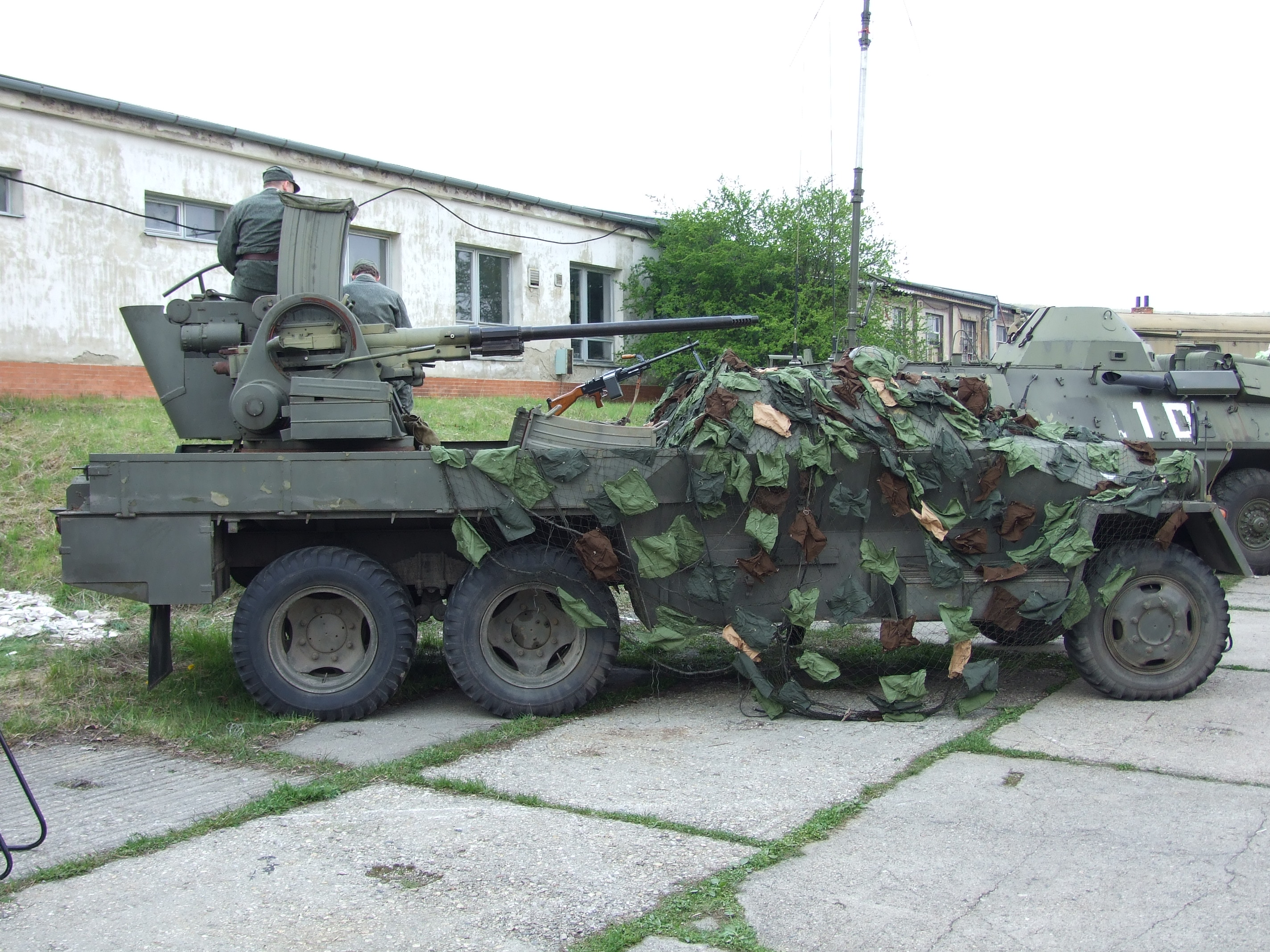
Praga V3S Aufbau als Selbstfahrlafette.
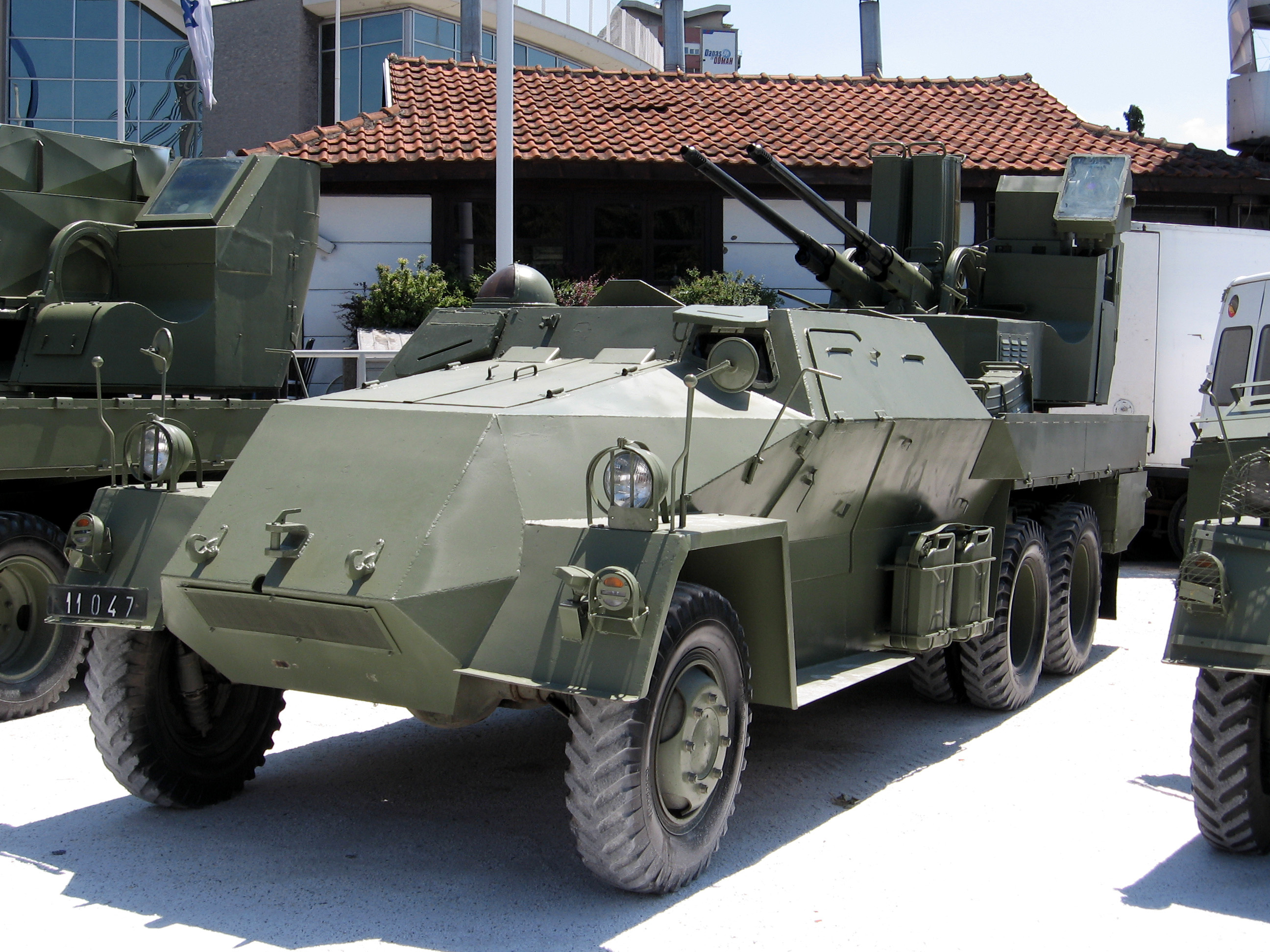
Praga V3S als Basisfahrzeug für M53/59 Praga als Flugabwehrsystem.
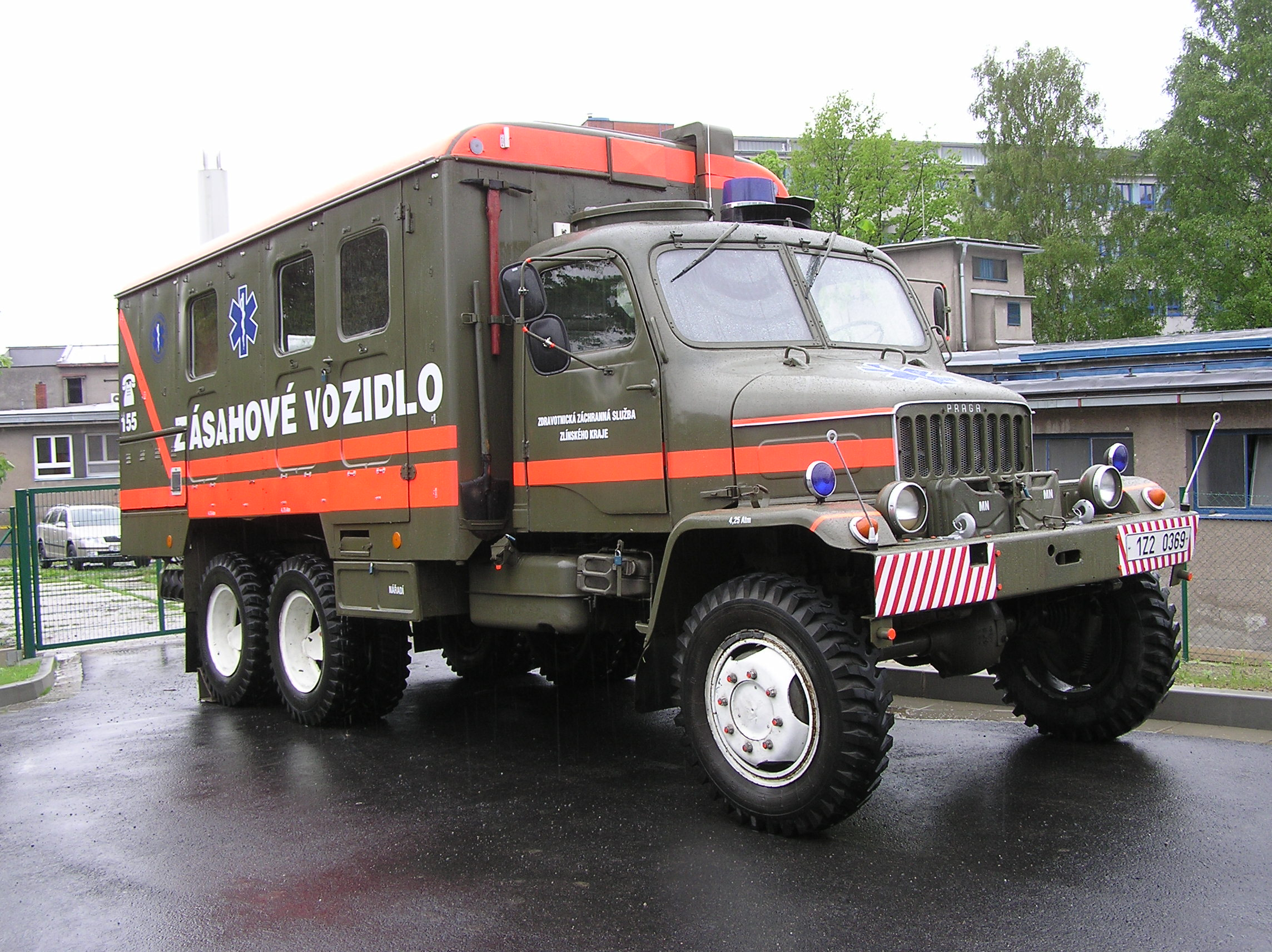
Praga V3S als militärisches Sanitätsfahrzeug.
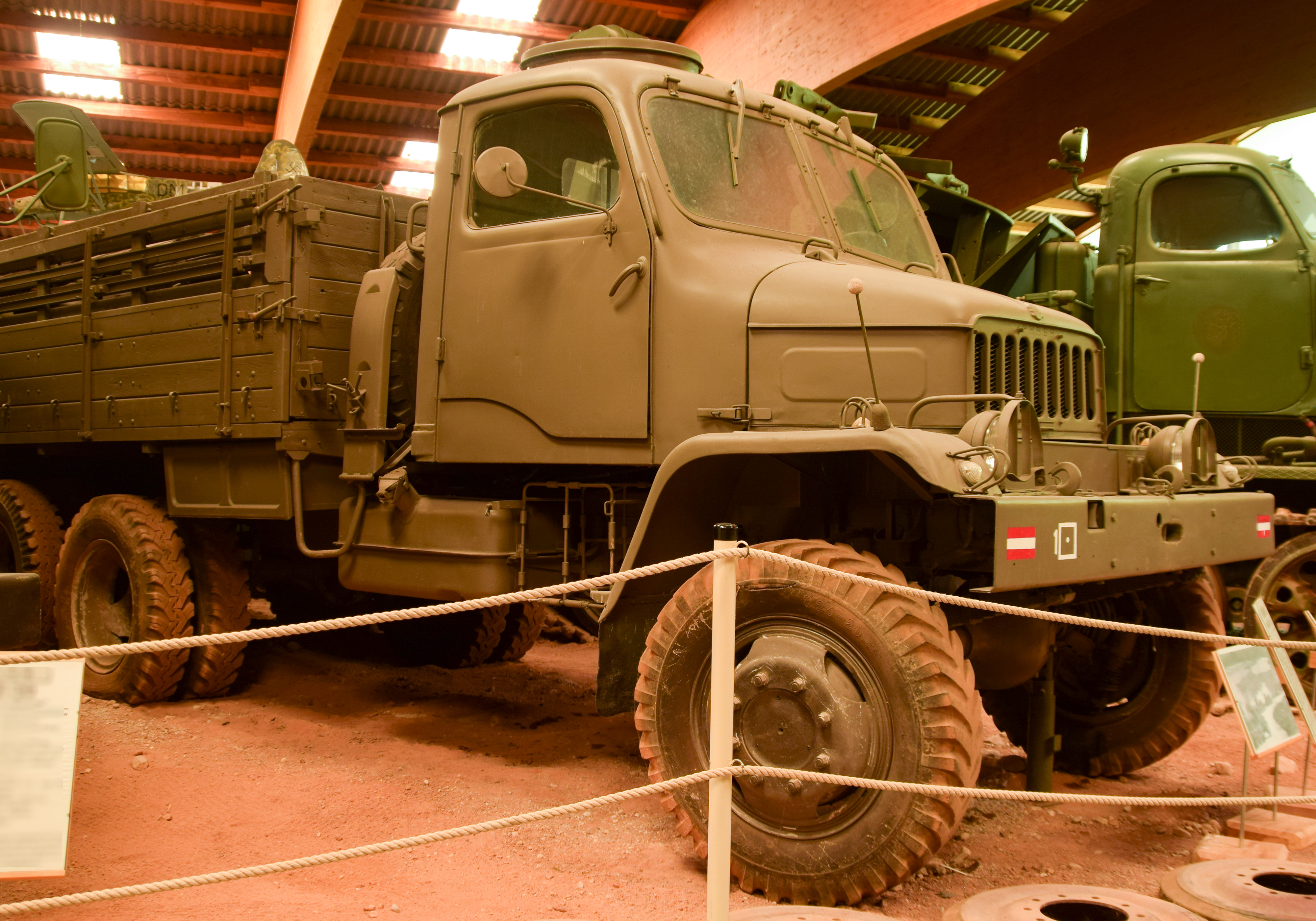
Praga V3S des österreichischen Bundesheeres.